# 徐松鹤
徐松鹤（英語：Sung-Hao Hsu，1929年—2016年），香港演员、替身演员。

## 生平
出生天津，父親徐得順是中國著名京劇花臉，六岁开始习武。
后来到香港，担任演员，不过多为配角，有時是武术指导，又或者是李麗華、樂蒂、林黛、鄭佩佩、凌波、陳寶珠、何莉莉、方盈、施思和貝蒂等的專用替身.与张彻等人合作的次数比较多。后在1994年左右息影，并在香港演藝人協會成立后參加義工隊，主要负责服務社會工作。在2013年和2015年，其获得成就獎及傑出貢獻獎。
后在2016年病逝。

## 资料来源
1. ↑  . am730.   [2023-12-08]. （原始内容存档于2023-12-08）.
2. ↑  赖伯彊. . 中国戏剧出版社. 1993年.
3. ↑  .   [2023-12-08]. （原始内容存档于2023-12-08）.
4. ↑  . 香港電影資料館. 1999年.
5. ↑  . 香港電影資料館. 2006年.
6. ↑  . 香港電影資料館. 1997年.
7. ↑  楚原. . 香港電影資料館. 1993年.
8. ↑  . 東方日報.   [2023-12-08]. （原始内容存档于2023-12-08）.

## 外部連結
- 徐松鹤在互联网电影资料库（IMDb）上的資料（英文）
- 徐松鹤在香港影庫上的簡介
- 徐松鹤在豆瓣上的资料（简体中文）
- 烂番茄链接 （页面存档备份，存于）